# Тимотеј Бруски
Тимотеј Бруски је био је епископ Брусе у 4. веку. 
У хришћанској традицији помиње се да му је због велике чистоте душевне Бог дао дар чудотворства, те је лечио све болести и муке на људима. За време владавине цара Јулијана Отпадника, који се одрекао вере у Христа, Тимотеј је бачен у тамницу. Хришћани су га посећивали и у тамници, да би чули поуке од свога епископа. Сазнавши за то, Јулијан је нареди да му џелат одсече главу у тамници. Свештеномученик Тимотеј је погубљен 362. године. Хришћани верују да су његове мошти чудотворне, да помажу људима и јављају силу Божију.
Српска православна црква слави га 10. јуна по црквеном, а 23. јуна по грегоријанском календару.